# Полустепен
Полустепен (фр. demi-ton) представља најмањи размак између два суседна тона.
Осим полустепена, често је у употреби и цео степен.
- У музици источњачких народа и у музичким фолклорима многих народа наилазимо и на мањи размак између два суседна тона од полустепена.

## Распоред целих и полустепена у C-Dur лествици
Ако погледамо распоред целих и полустепена у C-Dur лествици, видећемо да се: 
1. целостепени размаци налазе између I-II, II-III, IV-V, V-VI VI-VII ступња, a
2. полустепени размаци налазе између III-IV и VII-VIII ступња.

Погледајмо нотни приказ реченог: 